# Carex melanorrhyncha
Carex melanorrhyncha är en halvgräsart som beskrevs av Ernest Nelmes. Carex melanorrhyncha ingår i släktet starrar, och familjen halvgräs. Inga underarter finns listade i Catalogue of Life.